# Монес
Моне́с (фр. Monès, окс. Monés) — коммуна во Франции, находится в регионе Юг — Пиренеи. Департамент — Верхняя Гаронна. Входит в состав кантона Рьём. Округ коммуны — Мюре.
Код INSEE коммуны — 31353.

## География

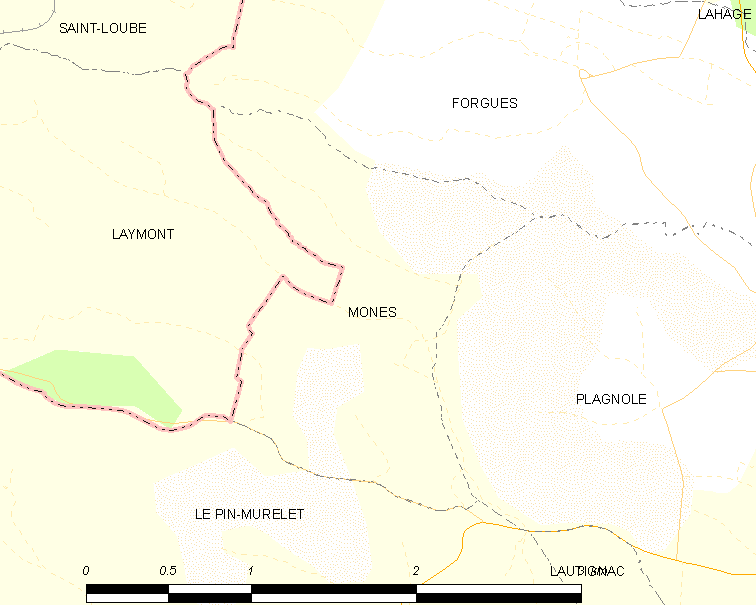
Карта коммуны

Коммуна расположена приблизительно в 620 км к югу от Парижа, в 39 км к юго-западу от Тулузы.

## Климат
Климат умеренно-океанический. Зима мягкая и снежная, весна характеризуется сильными дождями и грозами, лето сухое и жаркое, осень солнечная. Преобладают сильные юго-восточные и северо-западные ветры.

## Население
Население коммуны на 2010 год составляло 69 человек.
| 1962 | 1968 | 1975 | 1982 | 1990 | 1999 | 2010 |
| ---- | ---- | ---- | ---- | ---- | ---- | ---- |
| 47   | 36   | 33   | 45   | 33   | 50   | 69   |

## Администрация
| Период | Период | Фамилия       | Партия | Примечания |
| ------ | ------ | ------------- | ------ | ---------- |
| 2001   | 2008   | Ален Лекюссан |        |            |
| 2008   | 2020   | Патрик Нодино |        |            |

## Экономика
В 2010 году среди 49 человек трудоспособного возраста (15—64 лет) 41 были экономически активными, 8 — неактивными (показатель активности — 83,7 %, в 1999 году было 80,0 %). Из 41 активных жителей работали 40 человек (23 мужчины и 17 женщин), безработным был 1 мужчина. Среди 8 неактивных 3 человека были учениками или студентами, 4 — пенсионерами, 1 был неактивным по другим причинам.